# Elezioni primarie della Concertación del 2009
Le elezioni primarie presidenziali della Concertación de Partidos por la Democracia dell'anno 2009 sono state organizzate per selezionare il candidato presidente di tale coalizione, di centrosinistra al governo dal 1990, per le elezioni presidenziali del 2009. A queste elezioni hanno partecipato l'ex Presidente del Cile Eduardo Frei Ruiz-Tagle (1994-2000) membro del Partito Democratico Cristiano del Cile (PDC) e sostenuto anche dal Partito Socialista Cileno e del Partito per la Democrazia, e José Antonio Gómez presidente e candidato del Partito Radicale Social Democratico.
A differenza delle precedenti primarie questa volta tale consultazione è stata strutturata a livello regionale e se nella prima tornata elettorale il candidato avesse ottenuto una percentuale superiore al 20% rispetto all'altro candidato si poteva considerare conclusa le elezioni primarie e quindi il vincitore era automaticamente eletto candidato presidente della coalizione. Le prime primarie sono state previste per domenica 5 aprile 2009 nella Regione del Maule e della Regione del Libertador General Bernardo O'Higgins. Con il 64,9% Eduardo Frei ha vinto le primarie di queste due regioni e siccome il vantaggio è di circa 29 punti percentuali è stato proclamato candidato Presidente.

## Precedenti
La coalizione di centrosinistra ha già organizzato precedenti elezioni primarie per la scelta del proprio candidato alla presidenza tranne nelle elezioni presidenziali del 1989 dove Patricio Aylwin era stato nominato all'unanimità. Tradizionalmente le primarie si sono svolte tra un candidato del Partito Democratico Cristiano del Cile ed un altro della cosiddetta area Progressista formato dal blocco PS-PPD-PRSD). I precedenti risultati sono:
- 1993: Eduardo Frei Ruiz-Tagle (PDC-PR) 64% - Ricardo Lagos (PS-PPD) 36%
- 1999: Andrés Zaldívar (PDC) 28,7% - Ricardo Lagos (PS-PPD-PRSD) 71,3%
- 2005: Soledad Alvear (PDC) ritirata - Michelle Bachelet (PS-PPD-PRSD).

Fin dagli inizi del governo di Michelle Bachelet all'interno della Concertación sono state proposte diverse candidature tra cui la senatrice ed ex candidata alle primarie Soledad Alvear (PDC), il segretario generale dell'Organizzazione degli Stati Americani José Miguel Insulza (PS) e l'ex Presidente Ricardo Lagos (PS/PPD). A partire dalla pubblicazione dei primi sondaggi si nota che la favorita Soledad Alvear perde terreno nei confronti del candidato dell'Alianza por Chile (destra) Sebastián Piñera. Tuttavia alcuni membri della coalizione chiedono che il futuro candidato debba essere un esponente del Partito Democratico Cristiano del Cile dato che gli ultimi due governi sono stati a guida progressista.
Dopo le elezioni municipali di ottobre del 2008 la coalizione è stata sconfitta dalla destra nell'elezione dei sindaci mentre prevale nell'elezione dei consiglieri municipali. Soledad Alvear si è ritirata sia come candidata sia come presidente del partito e permettendo ad Eduardo Frei Ruiz-Tagle a divenire il candidato presidente alle primarie per il suo partito. Ricardo Lagos annuncia che potrebbe non presentarsi e quindi lasciando spazio a José Miguel Insulza come candidato progressista e fa sapere che rinuncia il suo incarico a Washington D.C. solo se sarà candidato. Intanto sono stati pubblicati i primi sondaggi relativi al nuovo scenario presidenziale e si nota che la coalizione recupera terreno grazie alla presenza della candidatura democristiana e per questo motivo Insulza annuncia, il 4 gennaio, il suo ritiro e l'appoggio a Frei.
Tuttavia il Partito Radicale Social Democratico fa sapere che presenterà la sua candidatura ealle primarie con il suo leader José Antonio Gómez.

### Candidature
I candidati alla presidenza iscritti il 26 gennaio del 2009:
| Candidato               | Descrizione |
| ----------------------- | --- |
| Eduardo Frei Ruiz-Tagle | Membro del Partito Democratico Cristiano del Cile. Nel 1994 Frei risulta essere eletto Presidente del Cile con la più alta percentuale dei voti nella storia del Cile superando l'elezione di suo padre. Nel 2000 alla fine del suo mandato è stato nominato senatore a vita. Alle elezioni del 2005 si è ripresentato come candidato presidente ma a causa dello scarso sostegno della DC ha rinunciato, candidadosi come senatore ed è risultato eletto. Nominato Presidente del Senato nel 2006, nel corso del 2008 ha deciso di competere con Soledad Alvear all'interno della DC riapparendo nei sondaggi. Nel corso del 2007 ha criticato i potenziali candidati della coalizione per aver iniziato troppo presto la campagna elettorale.. A seguito delle dimissioni di Soledad Alvear alla segreteria del partito è stato nominato candidato alle primarie. Attualmente è il principale candidato della Concertación in grado di competere contro Piñera. Eduardo Frei, il 5 gennaio 2009 ha ricevuto l'appoggio di Insulza, candidato alle primarie del PSCh. Il 17 gennaio 2009 ha ricevuto l'appoggio del Partito Socialista Cileno durante la convenzione presidenziale. Una settimana dopo il Partito per la Democrazia ha appoggiato la sua candidatura presidenziale. Il 26 gennaio si è iscritto alle primarie come candidato del PS-PPD-PDC. |
| José Antonio Gómez      | Leader del Partito Radicale Social Democratico, ministro in alcuni governi concertacionisti, il 13 novembre 2008 è stato proclamato candidato presidente del PRSD. A seguito della rinuncia di Insulza ha ribadito la sua volontà dell'organizzazione delle primarie dopo che alcuni membri della DC e del PPD hanno proposto di non organizzarle e ha respinto gli inviti di altri leader concertacionisti a rinunciare alla candidatura. |

Candidati che avevano annunciato la propria candidatura:
- Partito Democratico Cristiano del Cile: Soledad Alvear, Pablo Lorenzini, Marcelo Trivelli
- Partito per la Democrazia: Sergio Bitar, Nicolás Eyzaguirre, Guido Girardi, Ricardo Lagos Escobar, Ricardo Lagos Weber.
- Partito Socialista Cileno: José Miguel Insulza.

## Organizzazione

Logo della Concertación.

A differenza delle precedenti elezioni primarie in questa occasione le elezioni sono state organizzate sul modello americano ossia su scala regionale e non nazionale. Il principale vantaggio è che facendo campagna a livello regionale è possibile fare campagna elettorale anche a livello nazionale.
Si è inoltre stabilito che il candidato che ottenesse più del 20% di scarto sull'altro sarebbe stato automaticamente eletto candidato presidente della coalizione senza continuare le primarie nelle altre regioni.
Le date stabilite dal consiglio nazionale creato apposta per tale competizione:
- 5 aprile: O'Higgins e Maule
- 19 aprile: Arica e Parinacota, Tarapacá, Antofagasta, Atacama e Coquimbo
- 26 aprile: Araucanía, Los Ríos, Los Lagos, Aisén e Magellane e dell'Antartica Cilena
- 3 maggio: Valparaíso
- 10 maggio: Biobío
- 17 maggio: Santiago

L'elettorato chiamato il 5 aprile sono 924.465 elettori, divisi tra la Región de O'Higgins (421.662) e quella del Maule (502.803).

## Campagna
A seguito dell'iscrizione dei candidati alle elezioni primarie avvenuta il 26 gennaio 2009, il primo passo per le prime elezioni del 5 aprile nelle regioni di O'Higgins e del Maule, nelle quali Frei deve conseguire almeno il 20% di voti superiore all'avversario, oppure bosognerà continuare le primarie nelle regioni settentrionali del Cile dove Gómez superò alle elezioni parlamentari del 2005 la sorella di Frei Carmen Frei.
Tuttavia nei 63 comuni delle due regioni, 33 nell'O'Higgins e 30 nel Maule ben 20 erano governati dal blocco PDC-PPD-PS mentre solo 2 dal PRSD. In ambito parlamentare sono tre i senatori della Concertación tutti del PS (Juan Pablo Letelier, Jaime Gazmuri y Jaime Naranjo), e dei 7 deputati della coalizione tre sono democristiani (Juan Carlos Latorre, Roberto León e Pablo Lorenzini), due del PPD (Jorge Tarud e Guillermo Ceroni) e uno del PS (Sergio Aguiló), dsi fronte ad uno solo deputato radicale (Alejandro Sule).
La campagna iniziò in momenti diversi, Gómez incominciò la sua campagna fin dal febbraio del 2009 mentre in quel periodo Frei era in visita in Spagna dove ha incontrato il Presidente del Governo José Luis Rodríguez Zapatero, dirigenti del Partito Socialista Operaio Spagnolo e il leader del Partito Popolare Mariano Rajoy ed infine il Re di Spagna Juan Carlos I..
Frei formalmente iniziò la sua campagna elettorale il 1º marzo assieme ai presidenti dei partiti che lo appoggiano: Juan Carlos Latorre (PDC), Pepe Auth Stewart (PPD) e Camilo Escalona (PS).

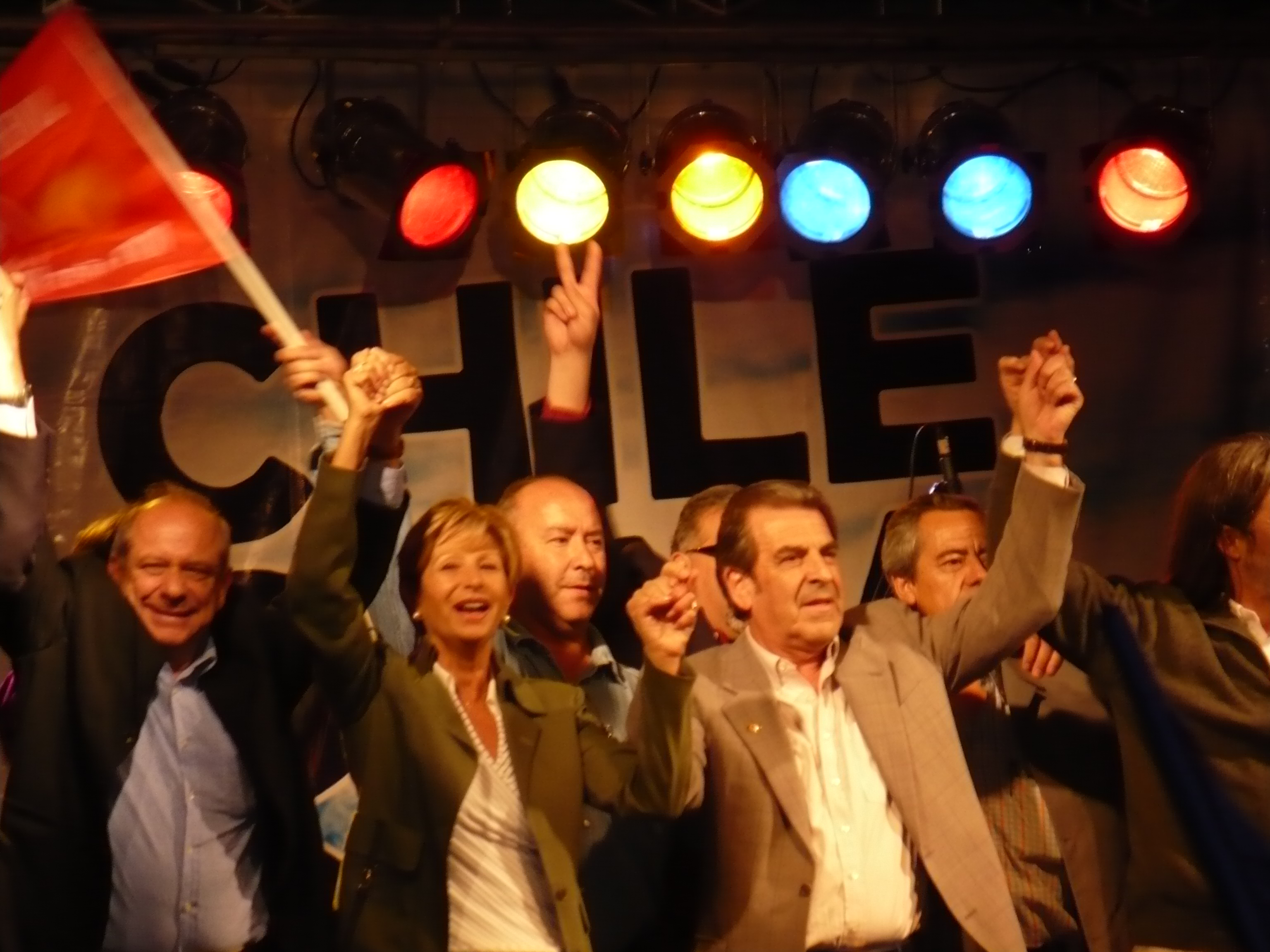
Chiusura della campagna elettorale di Eduardo Frei Ruiz-Tagle a Rancagua il 3 aprile.

Il 30 marzo si è svolto un dibattito televisivo tra i due sfidanti nella sede dell'Università Cattolica del Maule a Talca condotto da giornalisti della Televisione Nazionale Cilena delle sedi di queste due regioni. I temi trattati sono la crisi economica e lo scandalo delle farmacie che hanno coinvolto il candidato presidenziale dell'Alianza por Chile. I candidati però si sono concentrati sulle critiche all'Alianza por Chile e per le sue proposte. Altri temi trattati annoverano l'aborto e l'utilizzo delle fonti alternative di energia in particolare il progetto HidroAysén nella Regione di Aysén. I sondaggi realizzati successivamente danno vincitore Frei.
I primi giorni di aprile si sono chiuse le campagne elettorali dei candidati alle primarie ed il 3 aprile Frei conclude la sua campagna.

## Sondaggi
Alla fine del 2008, i sondaggi davano come vincitore l'ex Presidente Ricardo Lagos, in testa sulla candidatura del PDC, ossia Eduardo Frei Ruiz-Tagle. Tuttavia il 5 dicembre annuncia il suo ritiro e lascia spazio a José Miguel Insulza, e risulta favorito a prevalere alle primarie ma quest'ultimo annuncia il suo ritiro il 4 gennaio 2009, dando la possibilità al radicale José Antonio Gómez di essere rappresentante dell'area progressista della Concertación. Frei risulta essere in vantaggio superiore al 20%. Gli ultimi sondaggi però davano si vincitore Frei ma con uno stretto margine lasciando la possibilità di continuare la campagna elettorale per le primarie.
| Encuesta                | Fecha       | Candidato PDC           | Candidato PDC | Candidato progressista | Candidato progressista | ALtra candidatura      | ALtra candidatura |
| ----------------------- | ----------- | ----------------------- | ------------- | ---------------------- | ---------------------- | ---------------------- | ----------------- |
| La Segunda-UDD          | 10-ott-2008 | Eduardo Frei Ruiz-Tagle | 45,0%         | 44,0%                  | José Miguel Insulza    | Nessuno                | 11,0%             |
| La Segunda-UDD          | 10-ott-2008 | Soledad Alvear          | 38,0%         | 49,0%                  | José Miguel Insulza    | Nessuno                | 13,0%             |
| Ipsos                   | 17-dic-2008 | Eduardo Frei Ruiz-Tagle | 20,5%         | 44,6%                  | Ricardo Lagos          | José Miguel Insulza    | 22,3%             |
| El Mercurio-Opina       | 21-dic-2008 | Eduardo Frei Ruiz-Tagle | 37,3%         | 44,9%                  | José Miguel Insulza    | Non sa/Non risponde    | 17,8%             |
| CEP                     | 6-gen-2009  | Eduardo Frei Ruiz-Tagle | 37,0%         | 28,0%                  | José Miguel Insulza    | Nessuno                | 25,0%             |
| CEP                     | 6-gen-2009  | Eduardo Frei Ruiz-Tagle | 31,0%         | 35,0%                  | Ricardo Lagos          | Nessuno                | 25,0%             |
| Imaginacción            | 8-gen-2009  | Eduardo Frei Ruiz-Tagle | 31,1%         | 45,0%                  | José Miguel Insulza    | José Antonio Gómez     | 8,8%              |
| Imaginacción            | 6-feb-2009  | Eduardo Frei Ruiz-Tagle | 44,5%         | 8,4%                   | Ricardo Lagos          | José Antonio Gómez     | 4,4%              |
| Imaginacción            | 4-mar-2009  | Eduardo Frei Ruiz-Tagle | 54,9%         | 17,2%                  | José Antonio Gómez     | Marco Enríquez-Ominami | 14,3%             |
| El Mercurio-Opina       | 28-mar-2009 | Eduardo Frei Ruiz-Tagle | 60,7%         | 27,9%                  | José Antonio Gómez     | -                      | -                 |
| El Mercurio (dibattito) | 31-mar-2009 | Eduardo Frei Ruiz-Tagle | 49,0%         | 23,9%                  | José Antonio Gómez     | -                      | -                 |
| Contextus (Solo Maule)  | 1-apr-2009  | Eduardo Frei Ruiz-Tagle | 53,0%         | 47,0%                  | José Antonio Gómez     | -                      | -                 |

## Elezione

Regioni de O'Higgins (in rosso) e del Maule (rosso scuro), nelle quali si svolsero le elezioni primarie del 5 aprile.

Domenica 5 aprile 2009 si sono volte le elezioni primarie nelle regioni del Maule e di O'Higgins con 357 e 291 sezioni organizzate in questa elezione. L'apertura dei seggi è avvenuta intorno alle 9 del mattino e gli elettori sono stati accolti dalle 14. I candidati si sono recati dapprima a Talca e poi a Rancagua, città dove la Concertación ha preparato la propria sede per accogliere i dati elettorali provenienti dai seggi scrutinati.
I primi dati scrutinati davano Frei in vantaggio ma inferiore rispetto al previsto e che comprometteva il raggiungimento della distanza del 20% sufficiente per concludere le primarie e quindi definire il candidato unico della coalizione. Ma a partire dalle ore 20 quando erano state scrutinate la maggior parte delle schede Frei superava Gómez coin un margine superiore al 20% grazie al forte sostegno proveniente dai piccoli comuni mentre nelle due grandi città delle due regioni il margine a favore di Frei è inferiore rispetto al resto delle regioni.
Alle 21 Eduardo Frei Ruiz-Tagle compare in pubblico ed ha festeggiato la sua vittoria assieme ai suoi sostenitori e raggiunse il 64,06% contro il 35,94% ed è diventato il candidato unico della coalizione di governo. El cómputo definitivo indicaría que hubo un total de 62.382 votantes, 40.140 de los cuales votaron por Frei (64,9%), mientras que 21.703 lo hicieron por Gómez (35,1%). Alla fine dello scrutinio Frei ottiene 40.140 voti (64,9%) mentre Gómez 21.703 (35,9%).

### Risultati
| Candidato               | Regione di O'Higgins | Regione di O'Higgins | Regione del Maule | Regione del Maule | Totale | Totale |
| Candidato               | Voti                 | %                    | Voti              | %                 | Voti   | %      |
| ----------------------- | -------------------- | -------------------- | ----------------- | ----------------- | ------ | ------ |
| Eduardo Frei Ruiz-Tagle | 16.437               | 63,0                 | 23.703            | 66,3              | 40.140 | 64,9   |
| José Antonio Gómez      | 9.665                | 37,0                 | 12.038            | 33,7              | 21.703 | 35,1   |
| Totale                  | 26.102               | 42,2                 | 35.741            | 57,8              | 61.843 | 100,0  |
| Voti bianchi            | 83                   |                      | 224               |                   | 317    |        |
| Voti nulli              | 90                   |                      | 132               |                   | 222    |        |
| Votanti                 | 26.275               |                      | 36.107            |                   | 62.382 |        |

Eduardo Frei Ruiz-Tagle ha superato con un 29,8% José Antonio Gómez, per questo motivo è stato nominato candidato presidente della Concertación.

## Reazioni
Fin da quando José Antonio Gómez ha annunciato la sua candidatura alle elezioni primarie alcuni dirigenti del blocco PDC-PPD-PS ossia quello maggioritario hanno chiesto il ritiro del candidato radicale prima delle primarie per mostrare pubblicamente l'unità della coalizione, come fece Soledad Alvear alle elezioni primarie del 2005. Uno di questi è il presidente del Partito Socialista Camilo Escalona,
che ha avuto un duro scontro con il candidato radicale Gómez accusandolo di dividere la coalizione con la sua candidatura.
Il litigio è stato intravisto anche da alcune emittenti televisive e questo ha provocato critiche a Escalona sia dalla sua coalizione sia dalle altre forze. Gli altri partiti considerano questa elezione come un disastro dato che la partecipazione a poco più di 60.000 elettori. Le critiche principali sono incentrate sulla modalità con cui è stata organizzata l'elezione e sul fatto che non è stato proseguito in tutto il paese l'elezione.
In queste elezioni organizzate in queste due regioni hanno partecipato poco più del 36,34% degli elettori che hanno partecipato al processo elettorale del 1999 in cui partecipò circa 172.000 elettori.
Il deputato dissidente del PS Marco Enríquez-Ominami annuncia a gennaio del 2009 che non parteciperà al processo delle primarie e annuncia una corsa solitaria ed annuncia che correrà come indipendente e sollecitando ai suoi sostenitori su YouTube di raccogliere le firme necessarie per correre come indipendente.
In questo contesto la sua candidatura è cresciuta notevolmente e ha proposto una primarie rifondazionale con Frei ma quest'ultimo rifiuta ma apre la possibilità di un accordo.
Dato che la sua proposta è stata rifiutata Ominami annuncia il suo ritiro dal Partito Socialista. Tuttavia riceverà molte critiche poiché la sua candidatura viene considerata come danneggiante per la Concertación perché erode il suo elettorato e viene definito come un populista perché sfrutta la sua immagine giovanile. Anche dal punto di vista programmatico è controversa la candidatura del dissidente perché economicamente presenta un programma liberale e quindi contraria alla tradizione socialdemocratica del suo partito e della sua coalizione di appartenenza.